# Glen Canyon Dam
Die Glen-Canyon-Staumauer (Glen Canyon Dam) ist eine Talsperre, die mittels einer Bogengewichtsmauer den Colorado River in Arizona anstaut. Ausgehend vom Stauinhalt ist der entstandene Stauraum, der Lake Powell, nach dem Lake Mead der zweitgrößte Stausee der USA.

## Staumauer
Die Staumauer wurde vom Bureau of Reclamation geplant und von 1956 bis 1964 erbaut; die Kosten betrugen 187 Millionen US-Dollar. Mit 216 Meter Konstruktionshöhe (über dem gewachsenen Fels) ist sie die fünfthöchste Talsperre der USA. Die Höhe über dem ehemaligen Flussbett beträgt 178 m. Die Mauerkrone ist 475 m lang bei einer Breite von 7,6 m. Die Mauer ist am tiefsten Konstruktionspunkt 91 m breit, die größte Breite wird am rechten Widerlager mit 106 m erreicht. Die Mauer umfasst ein Betonvolumen von 3.750.000 m³. Aufgrund dieser Dicke kann man sie nicht mehr als reine Bogenstaumauer bezeichnen. Einen Teil der Wasserlast trägt sie auch als Gewichtsstaumauer ab; deshalb handelt es sich wie auch bei dem Hoover Dam um eine „Bogengewichts(stau)mauer“.
Während der Bauarbeiten mussten 4.212.551 m³ Sand und Gestein bewegt werden.
Unmittelbar am unterwasserseitigen Fuß der Staumauer befindet sich das quer zum Fluss angeordnete Krafthaus, in dem acht Maschinensätze zur Gewinnung von elektrischer Energie aus Wasserkraft untergebracht sind.

## Entlastungs- und Entnahmeanlagen
Die Mauer hat als Grundablass vier Rohrleitungen (outlet pipes) von jeweils 2 m Durchmesser, durch die 420 m³ Wasser pro Sekunde strömen können. Diese münden links des Krafthauses oberhalb des Unterwasserspiegels.
Acht Druckrohre (penstocks) mit einem Durchmesser von 4,6 bis 4,3 m leiten pro Sekunde insgesamt 940 m³ Wasser auf die acht Francis-Turbinen mit vertikaler Maschinenwelle mit je 155.550 PS Leistung, die acht Generatoren mit einer elektrischen Gesamtnennleistung von 1320 MW antreiben. Das Kraftwerk an der Glen-Canyon-Staumauer versorgt die Staaten Wyoming, Colorado, Utah, New Mexico und Arizona mit Elektrizität.
Auf beiden Seiten der Staumauer führt je ein Entlastungskanal (spillway tunnel), der sich im Durchmesser von 15 m auf 12 m verjüngt, durch den Felsen. Durch beide zusammen können pro Sekunde bis zu 5.890 m³ Wasser abgelassen werden. Die Hochwasserentlastungsanlagen (spillways) werden nur gebraucht, wenn größere Wassermassen abgeführt werden müssen, um den Wasserspiegel des Stausees zu senken oder ein Überfluten der Mauer bei Hochwasser zu verhindern. Bei einer Nutzung der Hochwasserentlastungen stellte man fest, dass das austretende Wasser, im Gegensatz zum Wasser des Lake Powell, eine deutliche Rotfärbung aufwies. Bei einer Untersuchung nach dem Schließen der Überläufe stellte sich heraus, dass das Wasser infolge von Kavitation innerhalb der Tunnel zu erheblichen Erosionen im roten Sandstein geführt hatte. Um weitere Auswaschungen bei der nächsten Benutzung zu verhindern, kleidete man beide Tunnel mit Beton aus und installierte eine Belüftung.
Das addierte maximale Abführvermögen der Entlastungs- und Entnahmeanlagen beträgt 5890 m³/s + 420 m³/s + 940 m³/s = 7250 m³/s.

## Geschichte der Staumauer

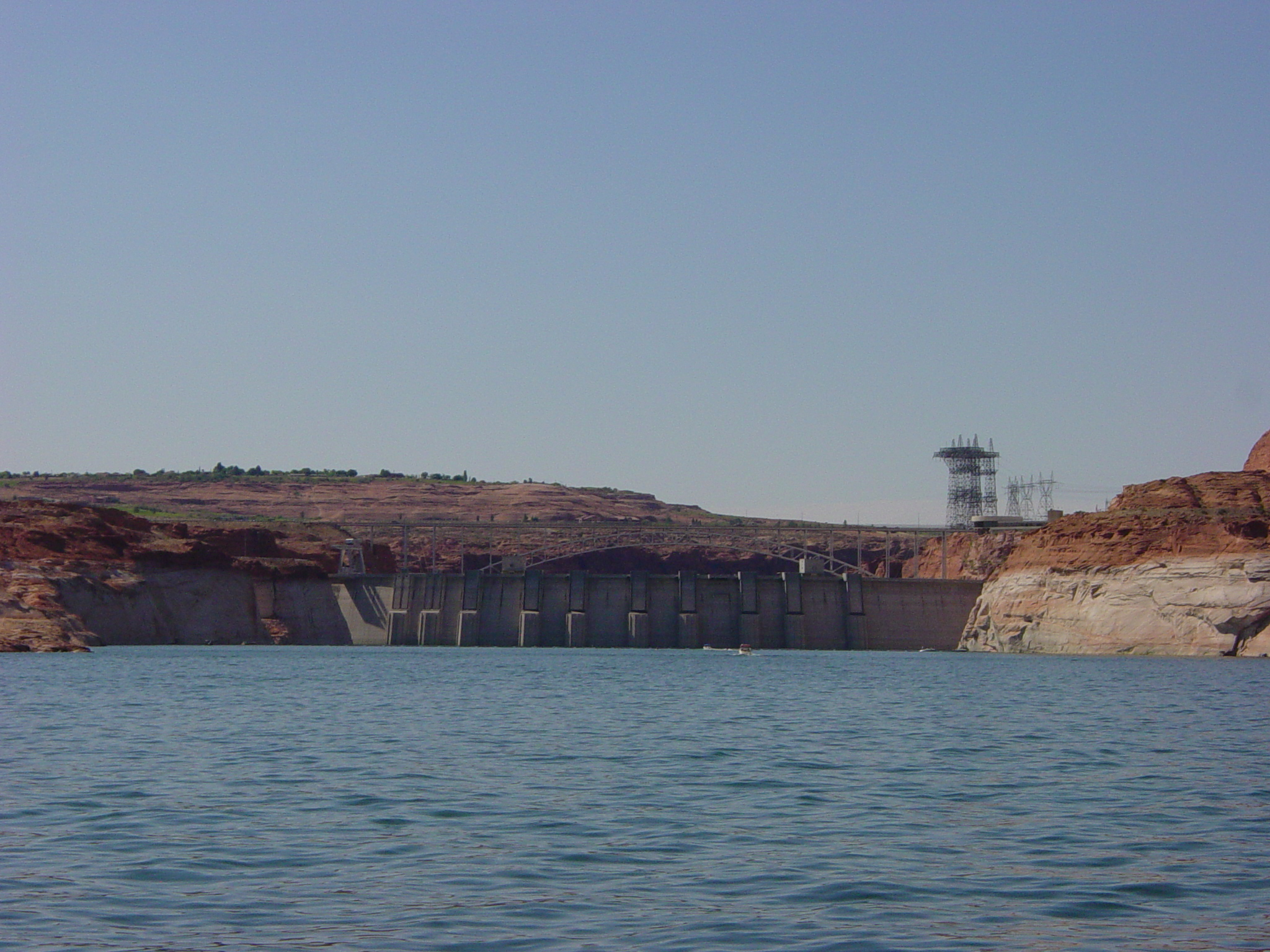
Ansicht von der Seeseite

Die Glen-Canyon-Staumauer wurde als Teil des Colorado River Storage Project geplant und konstruiert. Zweck dieses Bauwerkes war die Anlage eines Wasserspeichers für die wasserarmen Staaten des Südwestens. Gleichzeitig sollte Elektrizität für die ständig wachsende Nachfrage erzeugt werden. Außerdem wurde es durch den Talsperrenbau möglich, die immer wieder auftretenden Überschwemmungen in den flussabwärts gelegenen Regionen zu verhindern.
Von 1946 bis 1948 wurde der Glen Canyon von Ingenieuren und Geologen des Bureau of Reclamation untersucht, um die richtige Stelle für das Absperrbauwerk zu finden. Der Ort, den sie schließlich wählten, vereinte verschiedene Vorzüge:
- Das Areal, das der Stausee bedeckt, bildet ein Bassin, das eine große Wassermenge aufnehmen kann.
- Die Wände der Schlucht sind an dieser Stelle sehr steil und stehen sehr dicht zusammen.
- Der Fels der Canyonwände und der Untergrund sind fest genug, um der Staumauer den nötigen Halt zu geben.
- Es gab in der Nähe ausreichend Sand und Gestein für die enorme Menge an Beton, die für den Bau erforderlich war.

Am 15. Oktober 1956 begannen offiziell die Bauarbeiten für die Staumauer. Um während der Bauarbeiten das Wasser des Colorado River umzuleiten, sprengte man auf jeder Seite der Schlucht einen Tunnel durch den roten Sandstein. Dadurch wurde das eigentliche Flussbett im Bereich der Baustelle trockengelegt. Da der Weg für Fahrzeuge von einer Seite der Schlucht auf die andere mehr als 200 Meilen betrug, baute man in unmittelbarer Nähe die Glen-Canyon-Brücke, die 1959 fertiggestellt wurde. Am 17. Juni 1960 begannen die Betonierarbeiten für die Staumauer, die drei Jahre lang Tag und Nacht nicht unterbrochen und am 13. September 1963 beendet wurden.
Für die am Bau beschäftigten Arbeiter und ihre Familien wurde 1957 in unmittelbarer Nähe ein Camp errichtet, aus dem sich später die Stadt Page entwickelte. 17 Bauarbeiter starben während der zehnjährigen Bauzeit.
Im Jahre 1963 begann man dann, den Fluss zu stauen. Ab 1963 wurden die Turbinen und Generatoren installiert. Die letzten beiden Generatoren wurden 1966 in Betrieb genommen. Am 22. Oktober 1966 eröffnete Ladybird Johnson, die Gattin des amerikanischen Präsidenten Lyndon B. Johnson, die Talsperre. Es dauerte 17 Jahre, vom 13. März 1963 bis zum 22. Juni 1980, den Stausee komplett zu füllen. Bei einer maximalen Tiefe von circa 171 m an der Staumauer enthält der Lake Powell 33,3 Milliarden m³ (= 33,3 km³) Wasser und ist somit nach dem Lake Mead der zweitgrößte Stausee der USA.
Die Fläche des Stausees beträgt verschiedenen Angaben zufolge entweder 640 km², 658 km² oder 627 km².
1964 wurde das Bauprojekt mit dem Outstanding Civil Engineering Achievement Award der American Society of Civil Engineers (ASCE) ausgezeichnet.

## Auswirkungen auf die Umwelt
Der Bau der Glen-Canyon-Staumauer hat weitreichende Folgen für die Natur. Durch die Regulierung des Flusses änderte sich die Menge des transportierten Sedimentes und die jahreszeitlichen Schwankungen der Wassertemperatur. Dadurch hat sich die Wasserqualität des Colorado River unterhalb der Staumauer und im Stausee erheblich verbessert. Da sich der größte Teil der Sedimente im Lake Powell absetzt, ist das Wasser nun blau-grün und klar statt rot und schlammig. Dadurch wurde es möglich, verschiedene Barsch-Arten im See anzusiedeln. Unterhalb der Staumauer leben nun Regenbogenforellen im Colorado River.
Auf der anderen Seite hat die Aufstauung des Colorado River auch erhebliche Nachteile für den weiteren Verlauf des Flusses mit sich gebracht, besonders im Bereich des Grand Canyon.
Die reduzierte Anzahl der Fluten seit der Regulierung hat auch die Größe der Sandbänke an den Ufern reduziert und es der Vegetation ermöglicht, auf das Flussbett überzugreifen. Geröll-Anhäufungen, die sich wegen der geringen Wassergeschwindigkeit seitlich in den Mündungen der Nebenflüsse ablagern konnten, engen den Fluss immer mehr ein und die Stauwasser-Bereiche, in denen heimische Fischarten leben, versanden allmählich. Als Leitart für die Veränderungen gilt der Fisch Gila cypha, der unter Artenschutz der Bundesregierung steht. Zu seinem Schutz fanden Experimente mit dem Wasserstand statt.
Seit dem Bau der Staumauer wurde nur bei wenigen Gelegenheiten mehr Wasser aus dem Stausee abgelassen als die 930 m³/s, die durch die Druckrohre fließen:
- 1965 wurde bei einem Hochwasser eine größere Wassermenge abgelassen, um das Gleichgewicht des Reservoirs nicht zu gefährden.
- 1980, als der Lake Powell seine Sollhöhe erreicht hatte, wurde ein Hochwasser genutzt, um die Spillways zu testen.
- 1983 war der Wasserspiegel des Lake Powell durch ein Frühlingshochwasser so sehr gestiegen, dass eine provisorische Erhöhung der Staumauer um fast 2,50 m vorgenommen werden musste. Gleichzeitig wurde etwa einen Monat lang so viel Wasser wie möglich abgelassen, um ein Überfluten der Mauer zu verhindern. Dabei konnte die Ablasskapazität der Anlage nicht voll ausgenutzt werden, da dann die Spillway-Tunnel durch Kavitation so stark geschädigt wurden, dass der Damm selbst hätte unterspült werden können. Nach den Hochwassern fand man in den Tunneln meterlange Lücken in der Betonauskleidung, die ausgebessert werden mussten; die Spillways insgesamt hatten sich als schlecht konstruiert erwiesen und mussten überarbeitet werden, um bei künftigen Hochwassern besser vorbereitet zu sein.
- 1984, 1985 und 1986 waren die Hochwasser immer noch so mächtig, dass jeweils einen Monat lang bis zu 1.415 m³/s abgelassen werden mussten. Dabei wurde von den Flutwellen – wie beim Frühlingshochwasser vor der Zeit des Dammbaues – Sand in das Flussbett gespült. Kleine Sandbänke wurden durch das Hochwasser abgetragen und beim Absinken des Wasserspiegels höhere Sandbänke zurückgelassen. Die Stauwasser-Bereiche wurden von feinen Sedimentablagerungen und Vegetation befreit. Dieser Reinigungsprozess verbesserte den Lebensraum für die heimischen Fischarten.
- 1990 und 1991 wurden einzelne Flutwellen abgelassen, um die oben genannten Auswirkungen näher zu untersuchen und Daten für eine Umweltstudie zu erhalten.
- 1996 wurde dann im Auftrage des Bureau of Reclamation 7 Tage lang eine kontrollierte Flutwelle mit einer Abflussmenge von 1.275 m³/s abgelassen. Damit hoffte man, einen ähnlichen Effekt zu erzielen, wie mit den Überflutungen von 1983 bis 1986. Diese Aktion sollte den Forschern bei der Entscheidung helfen, ob regelmäßige große Ablässe dabei helfen würden, die natürlichen Lebensräume wiederherzustellen, die gefährdet sind, seitdem das Wasser des Colorado River gestaut wird.
- Am 5. März 2008 wurde wieder eine kontrollierte Flutwelle zum Zweck des Studiums der Auswirkungen auf die Natur abgelassen, die 60 Stunden andauerte.
- Im Mai 2012 wurde nach Auswertung der Ergebnisse der bisherigen Versuche der Plan vorgestellt, den Wasserabfluss durch den Staudamm unregelmäßig für Zeiträume zwischen einigen Stunden und bis zu vier Tagen auf bis zu 1275 m³/s zu erhöhen. Dieses Abflussmuster wird bis 2020 durchgehalten werden.[1]
- Flutungen nach dem neuen Muster finden seit 2012 jeweils im November statt.[2] Kurz nach der Flutung bilden sich jeweils Sandbänke, die aber in den folgenden Wochen schnell abgetragen werden, da nur 6 % des gesamten Geschiebes den Staudamm passieren. längerfristige Erfolge sind also durch diese Maßnahmen nicht zu erreichen.[3]

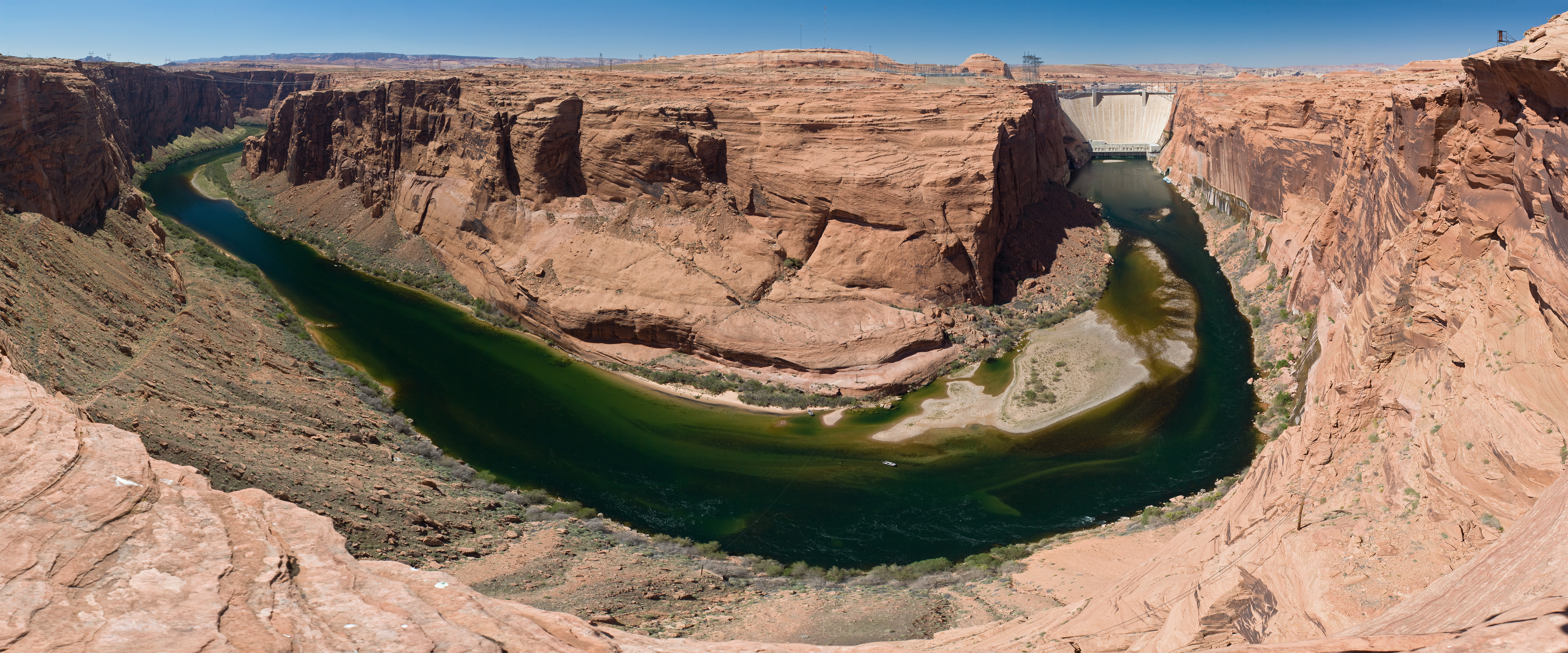
Panorama der Südseite

## Carl T. Hayden Visitor Center
Am westlichen Ende der Staumauer befindet sich das „Carl T. Hayden Visitor Center“. Eigentümer ist das Bureau of Reclamation (USBR), betrieben wird das Visitor Center vom National Park Service.
In dem großen Rundbau, der die Staumauer überragt, hat man durch die riesigen Panorama-Fenster einen einmaligen Blick über den Stausee, die Mauer, die Brücke und den weiteren Verlauf des Colorado River. Eine Ausstellung dokumentiert anhand von Bildern, Texten und Videofilmen den Bau des Glen Canyon Dam und der Glen Canyon Bridge. Andere Ausstellungen zeigen Bilder der näheren Umgebung oder informieren über Kunst und Handwerk der indianischen Ureinwohner. An der Rezeption kann man sich für eine Besichtigung der Staumauer anmelden. Das Visitor Center ist täglich geöffnet, außer an Thanksgiving, am 25. Dezember und am 1. Januar.